# 津湾张自忠路隧道
津湾张自忠路隧道是一条天津金融城津湾广场的地下交通通道，也是一条连接解放桥至赤峰桥的地下隧道，于2009年9月8日建成通车。该隧道长600米，起点为解放桥，终点为承德道，其间为单向3车道地下交通，地上为津湾广场。

## 链接
- 津湾广场
- 天津金融城